# Lista över insjöar i Bjuvs kommun
Detta är en lista över sjöar i Bjuvs kommun baserad på sjöns utloppskoordinat. Om någon sjö saknas, kontrollera grannkommunens lista eller kategorin Insjöar i Bjuvs kommun.

## Lista
| Namn        | Koordinat                                     | Sjöid         | VYID          | Yta (km²) | Strandlinje (km) | Höjd (m) | Maxdjup (m) | Volym (m³) | HARO  | Natura 2000 |
| ----------- | --------------------------------------------- | ------------- | ------------- | --------- | ---------------- | -------- | ----------- | ---------- | ----- | ----------- |
| Maglabykärr | 56°06′28″N 13°00′11″Ö / 56.10766°N 13.00298°Ö | 622345-132550 | 622346-132567 | 0,0683    | 1,24             | 77       |             |            | 95000 |             |
| Mölledammen | 56°02′26″N 12°56′39″Ö / 56.04054°N 12.94428°Ö | 621614-132171 |               |           |                  |          |             |            | 95000 |             |